# Nika Fleiss
Nika Fleiss, née le 14 décembre 1984 à Brežice (RS de Slovénie), est une skieuse alpine croate spécialiste du slalom.

## Biographie
Membre du club SK Samobor, elle fait ses débuts internationaux lors de la saison 1999-2000, prenant part aux Championnats du monde junior au Québec et gagnant ses premières courses FIS.
En 2001, alors qu'elle vient de faire ses débuts en Coupe d'Europe, elle fait partie de la sélection croate pour les Championnats du monde élite à Sankt Anton, où elle décroche une 22e place en slalom.
En ouverture de la saison 2001-2002, elle est au départ du slalom géant de Sölden pour sa première manche de Coupe du monde. Après une cinquième place en Coupe d'Europe à Rogla, elle parvient à se qualifier pour les Jeux olympiques de Salt Lake City, où elle termine à une douzième place en slalom. Fleiss confirme ce résultat en novembre 2002 par une dixième place au slalom de Park City, ce qui lui attribue ses premiers points dans la Coupe du monde. La Croate montre qu'elle affectionne les grands rendez-vous en atteignant un deuxième top dix en achevant le slalom des Championnats du monde de Saint-Moritz au huitième rang.
En 2004, alors dans sa dernière année junior, remportant notamment une médaille d'argent aux Championnats du monde junior à Maribor sur le slalom à seulement neuf centièmes de la championne Kathrin Zettel. De manière globale, elle multiplie les résultats dans le top vingt en Coupe du monde et ouvre son palmarès en Coupe d'Europe avec un succès en slalom.
Lors de la saison 2004-2005, elle fait son retour dans le top dix qu'elle rejoint dans plusieurs slalom, pour conclure sur une sixième place aux Finales de Lenzerheide, soit le meilleur résultat de sa carrière dans l'élite, qui la conduit à son meilleur classement annuel dans la Coupe du monde de slalom, dixième.
En 2006, elle se rend à sa deuxième édition des Jeux olympiques à Turin, où elle compte le meilleur résultat de sa carrière en slalom géant (19e). Cela coincide avec ses premiers résultats dans les points cet hiver dans la Coupe du monde en slalom géant et combiné.
En novembre 2006, son ascension dans le sport est interrompue par une chute à l'entraînement à Aspen, qui lui cause une ruptures des ligaments croisés antérieurs du genou, qui l'éloigne tout l'hiver des postes.
En 2008 et 2009, Fleiss a récupéré de ses blessures et enregistre son premier top dix depuis quatre ans à Garmisch-Partenkirchen (dixième), avant un échec aux Championnats du monde à Val d'Isère (abandon en slalom, 32e du géant).
Nika Fleiss reste à un niveau décent lors de son ultime saison dans le sport de haut niveau en 2009-2010, enchaînant quatre courses de Coupe du monde dans le top trente, en plus de sa participation aux Jeux olympiques à Vancouver. La fédération croate ne la retient cependant pas dans l'équipe nationale première l'hiver suivant et Fleiss décide donc prendre sa retraite sportive.
En 2011, elle apparaît dans la version croate du magazine Playboy.

## Palmarès

### Jeux olympiques d'hiver
| Épreuve / Édition | Salt Lake City 2002 | Turin 2006 | Vancouver 2010 |
| Super G           | -                   | 40e        | —              |
| Slalom géant      | 36e                 | 19e        | Abandon        |
| Slalom            | 12e                 | 23e        | 25e            |

### Championnats du monde
Elle compte quatre participations aux Championnats du monde, en 2001, 2003, 2005 et 2009. Elle a réalisé deux tops 10, avec la huitième place en slalom géant en 2003 et la dixième place en slalom en 2005.
| Épreuve / Édition | Sankt Anton 2001 | Saint-Moritz 2003 | Bormio 2005 | Val d'Isère 2009 |
| Slalom géant      |                  | 26e               | 29e         | 32e              |
| Slalom            | 22e              | 8e                | 10e         | Abandon          |

### Coupe du monde
- Meilleur classement général : 39e en 2005.
- Meilleur résultat : 6e.

#### Classements détaillés
| Saison/Classement | Général | Slalom géant | Slalom | Combiné |
| Saison/Classement | Class.  | Class.       | Class. | Class.  |
| ----------------- | ------- | ------------ | ------ | ------- |
| 2003              | 83e     | -            | 37e    | -       |
| 2004              | 58e     | -            | 22e    | -       |
| 2005              | 39e     | -            | 10e    |         |
| 2006              | 45e     | 37e          | 18e    | 34e     |
| 2008              | 61e     | -            | 24e    | -       |
| 2009              | 66e     | 52e          | 23e    | -       |
| 2010              | 91e     | -            | 32e    | -       |

### Championnats du monde junior
- Médaille d'argent en slalom à Maribor en 2004.

### Coupe d'Europe
- 3e du classement de slalom en 2004.
- 3 podiums, dont 2 victoires (en slalom).

### Championnats de Croatie
- Championne du slalom en 2004.